# Sollevamento pesi ai Giochi della X Olimpiade - Pesi piuma
La competizione della categoria pesi piuma (fino a 60 kg) di sollevamento pesi ai Giochi della X Olimpiade si è svolta il giorno 31 luglio 1932 al  Grand Olympic Auditorium di Los Angeles

## Regolamento
La classifica era ottenuta con la somma delle migliori alzate delle seguenti 3 prove:
- Distensione lenta
- Strappo
- Slancio

Su ogni prova ogni concorrente aveva diritto a tre alzate.

## Risultati
| Pos.    | Atleta           | Nazione     | Totale | Distensione lenta | Distensione lenta | Distensione lenta | Strappo | Strappo | Strappo | Slancio | Slancio | Slancio |
| Pos.    | Atleta           | Nazione     | Totale | 1                 | 2                 | 3                 | 1       | 2       | 3       | 1       | 2       | 3       |
| ------- | ---------------- | ----------- | ------ | ----------------- | ----------------- | ----------------- | ------- | ------- | ------- | ------- | ------- | ------- |
| Oro     | Raymond Suvigny  | Francia     | 287.5  | 75.0              | 80.0              | 82.5              | 80.0    | 85.0    | 87.5    | 107.5   | 112.5   | 117.5   |
| Argento | Hans Wölpert     | Germania    | 282.5  | 85.0              | 85.0              | 87.5              | 80.0    | 85.0    | 87.5    | 105.0   | 110.0   | 110.0   |
| Bronzo  | Tony Terlazzo    | Stati Uniti | 280.0  | 77.5              | 82.5              | 85.0              | 80.0    | 85.0    | 87.5    | 107.5   | 112.5   | 117.5   |
| 4       | Helmut Schäfer   | Germania    | 267.5  | 72.5              | 77.5              | 80.0              | 77.5    | 82.5    | 85.0    | 112.5   | 120.0   | 120.0   |
| 5       | Attilio Bescapè  | Italia      | 262.5  | 77.5              | 82.5              | 85.0              | 77.5    | 82.5    | 82.5    | 102.5   | 102.5   | -       |
| 6       | Richard Bachtell | Stati Uniti | 252.5  | 70.0              | 75.0              | 75.0              | 75.0    | 80.0    | 82.5    | 102.5   | 107.5   | 107.5   |